# Áo thun

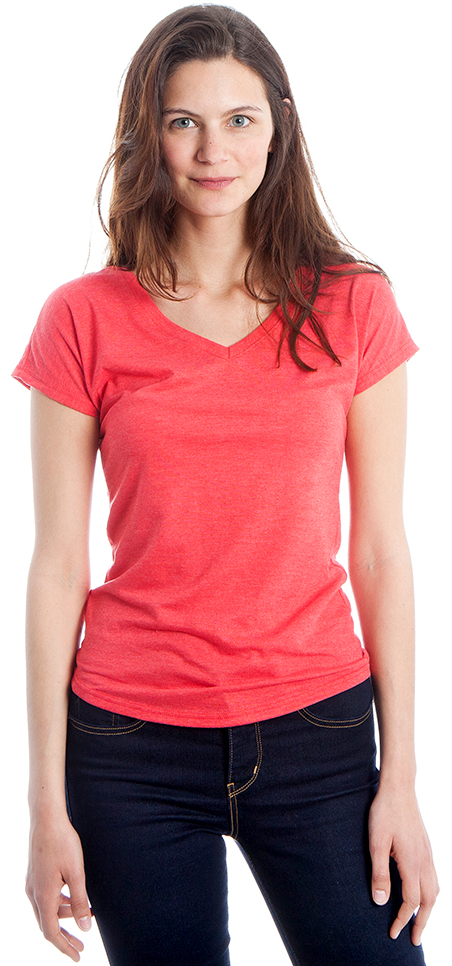
Một người phụ nữ mặc áo phông cổ chữ V màu hồng

Áo thun, hay áo phông thường được dệt theo nốt jersey và bằng sợi cotton, đôi khi bằng chất liệu khác, tạo sự mềm mại đặc trưng. Áo thun có thể được trang trí bằng chữ và/hoặc hình ảnh thường dùng để quảng bá điều gì đó hoặc quảng cáo sản phẩm, công ty hoặc trang web.
Áo thun là loại áo được làm từ vải bông, khác với áo sơ mi được làm từ vải dệt kim hoặc vải thoi. Chất liệu vải bông khiến áo thun có cảm giác mềm mại và linh hoạt hơn. Một số phiên bản áo thun hiện đại được làm bằng cách dệt kim trên máy dệt kim tròn, không có đường nối bên trong phần thân áo. Quá trình sản xuất áo thun hiện nay đã được tự động hóa cao, và có thể bao gồm việc cắt vải bằng tia laser hoặc tia nước.
Áo thun là một loại áo rất phổ biến và được sản xuất với giá thành rẻ. Thường thì áo thun thuộc thời trang nhanh, nghĩa là chúng được sản xuất nhanh chóng và bán rất nhiều. Chỉ ở Hoa Kỳ, có đến hai tỷ áo thun được bán mỗi năm. Thậm chí, người dân ở Thụy Điển trung bình mua chín áo thun trong một năm. Tuy nhiên, việc sản xuất áo thun có thể gây tác động môi trường nặng nề. Một phần nguyên nhân là do nguyên liệu sử dụng. Ví dụ, để trồng bông cotton, cần sử dụng rất nhiều thuốc trừ sâu và nước. Điều này có thể gây ra tác động xấu đến môi trường.

## Lịch sử
Trong suốt lịch sử, áo thun đã trở thành một phần không thể thiếu trong trang phục của con người. Được thiết kế theo dạng hình chữ T, áo thun tương tự như các loại áo chẽn truyền thống từ thời cổ đại. Áo thun hiện đại có nguồn gốc từ đồ lót được sử dụng trong thế kỷ 19. Ban đầu, nó là một bộ đồ lót bằng một mảnh, được cắt thành phần trên và phần dưới riêng biệt. Phần trên của áo đủ dài để nhét vào cạp quần. Có các phiên bản với nút và phiên bản không có nút. Những loại áo này đã được người lao động và công nhân sử dụng từ cuối thế kỷ 19 như một lớp áo phủ tiện lợi trong môi trường nóng.

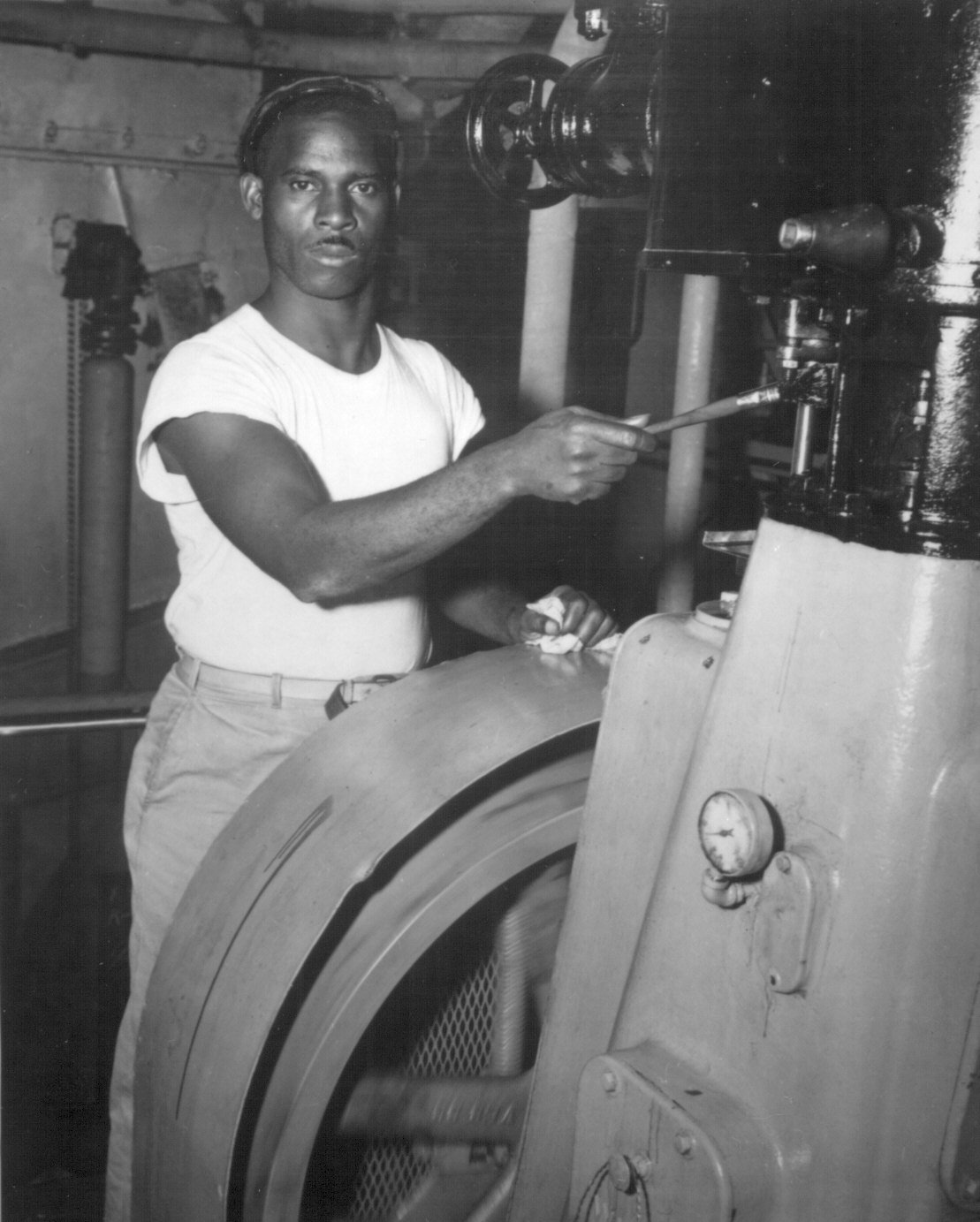
Thủy thủ Thủy quân lục chiến Hoa Kỳ năm 1944

Vào năm 1913, Hải quân Hoa Kỳ lần đầu tiên sử dụng áo thun như là đồ lót. Đó là những chiếc áo lót bằng bông màu trắng, cổ tròn, ngắn tay, được mặc dưới đồng phục. Thủy thủ và lính thủy đánh bộ thường cởi áo khoác đồng phục trong các bữa tiệc công sở và trên tàu ngầm trong khí hậu nhiệt đới, và họ thường chỉ mặc áo lót (và làm bẩn áo lót). Áo thun nhanh chóng trở thành một lớp áo dưới phổ biến của người lao động trong nhiều ngành công nghiệp, bao gồm cả nông nghiệp. Áo thun dễ mặc, dễ giặt và giá cả phải chăng, và vì những lý do đó, nó trở thành lựa chọn của các chàng trai trẻ. Áo thun nam đã được thiết kế với nhiều màu sắc và hoa văn khác nhau. Từ "T-shirt" đã trở thành một phần của ngôn ngữ tiếng Anh Mỹ từ những năm 1920 và được ghi nhận trong Từ điển Merriam-Webster.

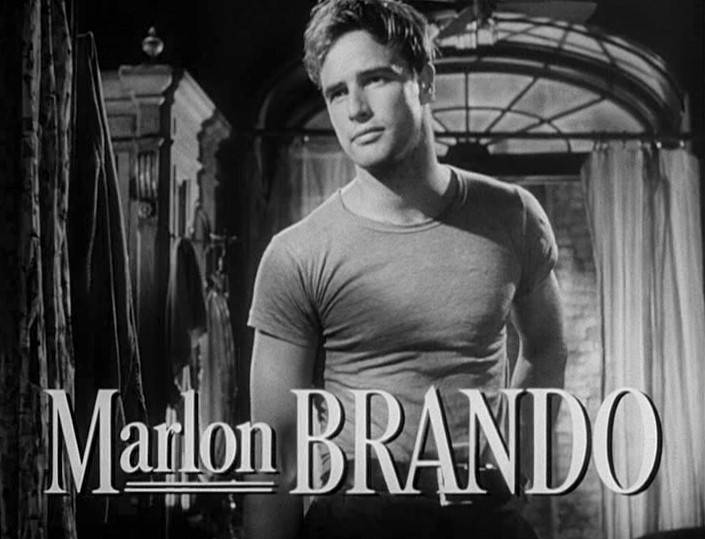
Marlon Brando trong trailer của bộ phim A Streetcar Named Desire.

Trong thời kỳ Đại suy thoái, áo thun thường được mặc trong các công việc như làm đồng áng hoặc làm trang trại, cũng như trong những tình huống khác khi cần có một chiếc áo đơn giản nhưng vẫn che phủ cơ thể, nhưng cần một chất liệu nhẹ. Sau Thế chiến thứ hai, áo thun trở thành đồ lót được sử dụng bởi các người đàn ông trong Hải quân và dần dần trở nên phổ biến khi nhìn thấy các cựu chiến binh mặc quần tây đồng phục kết hợp với áo thun như là trang phục hàng ngày. Áo thun thậm chí trở nên phổ biến hơn vào những năm 1950 sau khi Marlon Brando mặc một chiếc trong bộ phim A Streetcar Named Desire, và cuối cùng, áo thun đã trở thành một trang phục thời trang độc lập mà mọi người có thể mặc hàng ngày. Ban đầu, các cậu bé mặc áo thun khi làm việc nhà và chơi ngoài trời, và sau đó ý tưởng mặc Áo thun như một trang phục thông thường cho mọi mục đích đã phát triển.
Áo thun in đã bắt đầu được sử dụng rộng rãi vào năm 1942 khi Áo thun của Trường Pháo binh Không quân xuất hiện trên trang bìa của tạp chí Life. Đến những năm 1960, Áo thun in đã trở nên rất phổ biến, được sử dụng để thể hiện cá nhân, quảng cáo, tham gia biểu tình và làm quà lưu niệm.
Hiện nay, có rất nhiều kiểu dáng và chất liệu vải khác nhau cho Áo thun, bao gồm cả áo sơ mi cổ thuyền và cổ chữ V. Áo thun là một trong những loại áo được sử dụng rộng rãi nhất hiện nay. Đặc biệt, Áo thun rất phổ biến trong việc xây dựng thương hiệu cho các công ty hoặc sản phẩm, bởi vì chúng có giá thành sản xuất và mua rất phải chăng.

## Xu hướng

Một chiếc áo phông cổ thuyền màu xanh

Trước đây, áo thun được mặc như là một loại áo lót, nhưng hiện nay nó đã trở thành một trang phục thường xuyên mà mọi người mặc cho nửa trên cơ thể, trừ khi có một loại áo lót đặc biệt hoặc hiếm khi mặc áo ghi lê. Áo thun cũng đã trở thành một phương tiện để thể hiện cá nhân và quảng cáo, cho phép ta kết hợp từ ngữ, nghệ thuật và hình ảnh theo cách tưởng tượng để trưng bày thông điệp.
Áo thun thường có chiều dài kéo dài đến phần thắt lưng. Có các biến thể khác nhau của áo thun, ví dụ như áo thun cổ chữ V. Trong thời trang hip hop, người ta thích mặc các chiếc [áo thun] cổ cao dài đến đầu gối. Ngoài ra, còn có một loại trang phục tương tự như váy gọi là váy T-shirt hoặc T-dress, đó là một chiếc áo phông dài như váy và có thể được mặc mà không cần kèm quần. Ngoài việc mặc như một trang phục thông thường, áo thun cũng có thể được phụ nữ mặc như một loại váy ngủ. Trong thập kỷ 1990, xu hướng trang phục của phụ nữ liên quan đến áo thun bó sát hoặc áo crop top ngắn để lộ phần bụng. Một xu hướng khác không quá phổ biến là mặc áo thun ngắn tay có màu tương phản với áo thun dài tay, được gọi là xếp lớp. Còn có các phiên bản áo thun ôm sát cơ thể được gọi là áo thun búp bê, có thể được may đo hoặc có sẵn sẵn để mua.
Với sự phát triển của các trang web chia sẻ video và mạng xã hội, ngày nay có rất nhiều hướng dẫn về cách tự làm áo phông. Những video này thường cung cấp hướng dẫn về cách biến đổi một chiếc áo sơ mi cũ thành một kiểu dáng mới, thời trang hơn. Bạn có thể tìm thấy nhiều ý tưởng và cách làm đơn giản để tạo ra những mẫu áo phông độc đáo theo sở thích và phong cách riêng của mình.

### Thông điệp biểu cảm
Kể từ những năm 1960, áo thun đã trở thành một cách thể hiện cá tính mạnh mẽ. Hình ảnh được in trên áo thun đã trở thành phương tiện tiếp thị phổ biến cho các sản phẩm lớn như Coca-Cola và nhân vật Mickey Mouse, từ những năm 1970 trở đi. Áo thun cũng được sử dụng để kỷ niệm sự kiện đặc biệt hoặc truyền đạt tuyên bố chính trị hoặc cá nhân. Từ những năm 1990, áo thun in logo hoặc thông điệp của công ty đã trở thành một xu hướng phổ biến trong quảng cáo tổng thể. Đặc biệt là từ cuối những năm 1980 và trong những năm 1990, áo thun in tên nhà thiết kế nổi tiếng đã trở nên rất phổ biến, đặc biệt là với giới trẻ. Những loại áo này cho phép người tiêu dùng thể hiện sở thích của họ với các thương hiệu thiết kế mà không tốn quá nhiều chi phí, ngoài việc tạo điểm nhấn thời trang. Ví dụ về những thương hiệu áo thun của nhà thiết kế bao gồm Calvin Klein, FUBU, Ralph Lauren, American Apparel và The Gap. Các ban nhạc rock cũng thường có áo phông đại diện cho họ, đó là những ví dụ khác về văn hóa đại chúng ít người biết đến. Áo thun cũng thường được cấp phép để sử dụng hình ảnh từ phim và chương trình truyền hình, có thể có hình ảnh của các diễn viên, logo hoặc các câu trích dẫn hài hước. Những chiếc áo thun phổ biến nhất thường là những chiếc áo mà các nhân vật trong phim đã mặc, ví dụ như áo Bubba Gump trong Forrest Gump và áo Vote For Pedro trong Napoleon Dynamite.
Nhà thiết kế Katharine Hamnett đã đưa ra xu hướng áo thun in khẩu hiệu lớn vào những năm 1980. Thập kỷ đầu thế kỷ 21 chứng kiến sự phổ biến của áo thun với thiết kế hài hước và châm biếm. Tuyên bố chính trị và xã hội trở thành một phần quan trọng của áo thun. Tuy nhiên, một số áo thun có thể gây tranh cãi với các thông điệp xúc phạm hoặc khiêu dâm. Nhiều tổ chức và cửa hàng áo thun khác nhau đã theo xu hướng này.
Cụm từ phổ biến để mô tả sự phổ biến của áo thun đối với du khách là: "Tôi đã đến _____ và tất cả những gì tôi nhận được là chiếc áo thun tệ hại này." Ví dụ: "Tôi đã đến Las Vegas và tất cả những gì tôi nhận được là chiếc áo thun tệ hại này." Trò trao đổi áo thun là hoạt động mà mọi người trao đổi áo thun mà họ đang mặc.
Các nghệ sĩ như Bill Beckley, Glen Baldridge và Peter Klashorst đã sử dụng áo thun trong các tác phẩm của họ. Những người mẫu nổi tiếng như Victoria Beckham và Gisele Bundchen cũng thường xuyên mặc áo thun trong những năm 2000. Paris Fashion Week 2014 đã gây chú ý với xu hướng áo thun phong cách grunge.

## Trang trí

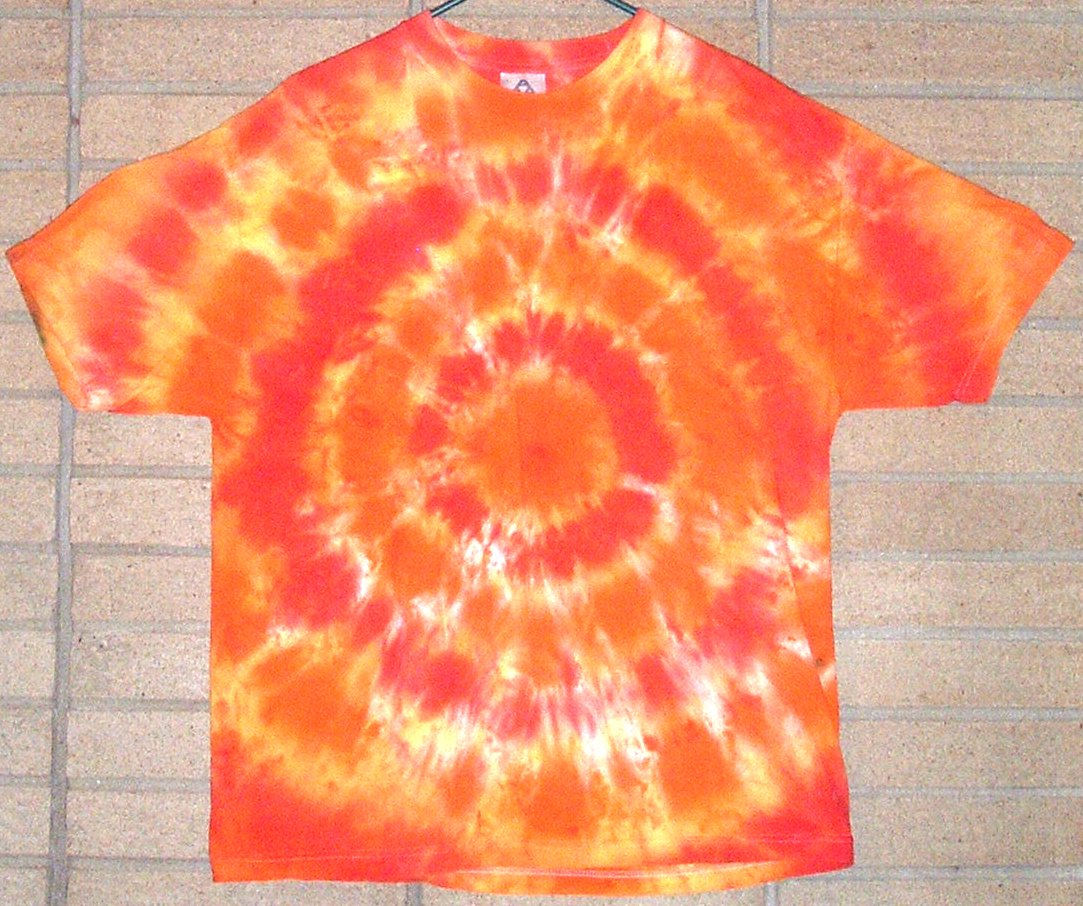
Áo thun nhuộm tie-dye.

Năm 1959, người ta chế ra một loại mực bền hơn và có thể kéo giãn được gọi là plastisol nên có thể thiết kế áo thun thêm rất nhiều kiểu khác nhau. Thập niên 1960, áo thun có viền xuất hiện và trở thành thời trang chủ đạo ở giới trẻ và những người chơi rock-n-roll. Trong thập niên này, nhuộm tie-dye và in lụa trên áo thun cũng lên ngôi. Cuối thập niên này, Richard Ellman, Robert Tree, Bill Kelly và Stanley Mouse thành lập công ty Monster ở thung lũng Mill, California để sản xuất những thiết kế mỹ thuật dành riêng cho áo thun. Áo thun Monster thường có những biểu tượng hoặc mô típ gắn với ban nhạc Grateful Dead và văn hóa cần sa. Thêm nữa, một trong những biểu tượng nổi lên trong thập niên đó là những chiếc áo thun mang hình gương mặt Che Guevara, tượng trưng một người sẵn sàng chết vì một lý tưởng.